# رینولدز نیوز
رینولدز نیوز (انگلیسی: Reynold's News) یک روزنامه بریتانیایی که روزهای یکشنبه منتشر می‌شد. این روزنامه با نام اولیهٔ روزنامهٔ هفتگی رینولدز توسط جورج دبلیو. ام. رینولدز در سال ۱۸۵۰ راه‌اندازی شد و خودش نخستین ویراستار آن بود. تا سال ۱۸۷۰ این روزنامه، هفته‌ای ۳۵۰٬۰۰۰ نسخه فروش داشت. با درگذشت جورج رینولدز، برادرش «ادوارد رینولدز» ویراستار این روزنامه شد. آخرین نسخهٔ این روزنامه در ۱۸ ژوئن ۱۹۶۷ منتشر شد.